# Eva Bachmann
Eva Bachmann (* 15. Januar 1995 in Wattwil) ist eine Schweizer Fussballspielerin. Sie spielt für den FC St. Gallen Frauen und die Schweizer Nationalmannschaft.

## Karriere

### Verein
Bachmanns Talent wurde bei einem Grümpelturnier des FC Wattwil entdeckt. Die Juniorinnentrainerin überzeugte sie, dem Verein beizutreten. In ihrer Jugend spielte sie auch für den FC Ebnat-Kappel und den FC Rapperswil-Jona. 2012 wechselte sie zum FC St. Gallen, am 4. August 2012 gab sie ihr Debüt in der obersten Schweizer Liga. Im Sommer 2014 ging Bachmann für vier Jahre in die USA. Sie studierte Psychologie an der Niagara University im Bundesstaat New York und spielte im Collegeteam Niagara Purple Eagles. 2018 wurde sie zum Scholar-Athlete of the Year gewählt. Um ihre Studien fortsetzen zu können, pausierte sie danach während zwei Jahren. Auf die Rückrunde 2019/20 schloss sie sich dem BSC Young Boys an, für den sie während eineinhalb Saisons auflief. In dieser Zeit war sie zugleich Assistenztrainerin der U-14-Knabenmannschaft. Auf die Saison 2021/22 wechselte sie zurück zum FC St. Gallen. In der Saison 2022/23 erreichte sie mit diesem den Cupfinal und wurde ins Team der Saison gewählt.

### Nationalmannschaft
Bachmann spielte zwischen 2010 und 2013 für die U-16- und die U-17-Auswahl der Schweiz. Im November 2021 wurde sie erstmals für die A-Nationalmannschaft aufgeboten. Zu ihrem ersten Einsatz kam sie am 23. Februar 2022 beim Länderspiel gegen Österreich. Nach längerer Pause kam sie am 5. Dezember 2023 in der Nations-League-Partie gegen Italien erneut zu einem kurzen Teileinsatz.

## Persönliches
Bachmann ist in Wattwil geboren und aufgewachsen. Sie studierte Psychologie an der Niagara University und schloss das Studium 2018 mit dem Bachelor ab. 2019 erwarb sie einen Master in Sportpsychologie an der Brunel University in London und 2021 einen Master in Psychologie an der Universität Bern. Derzeit ist sie daran, ebendort ein Diploma of Advanced Studies in Sportpsychologie zu erwerben. Neben dem Fussball arbeitet sie als Fachfrau Learning and Development bei der Firma Huber+Suhner in Herisau.

## Erfolge
- Schweizer Cup: Finalistin 2023